# Stefan Fjodorovitj Apraksin
Stefan Fjodorovitj Apraksin, född 1702 och död 1760 var en rysk fältherre.

## Biografi
Apraksin var ivrig motståndare till Preussen och fick vid sjuårskrigets början överbefälet över den ryska fältarmén och slog preussarna vid Grossjägerdorf i Ostpreussen 30 augusti 1757. Vid underrättelsen om att kejsarinnan Elisabeth insjuknat gick dock Apraxin i samförstånd med storkanslern Aleksandr Bestuzjev tillbaka för att vid hennes väntade död söka utestänga storfurst Peter från tronen. Då emellertid Elisabeth tillfrisknade avsattes Apraksin och kastades i fängelse, där han dog.